# Roses Are Red
 Der er for få eller ingen kildehenvisninger i denne artikel, hvilket er et problem. Du kan hjælpe ved at angive troværdige kilder til de påstande, som fremføres i artiklen.

"Roses Are Red" var den første single, der blev udgivet af den danske dance-popgruppe Aqua under dette navn, og den første udgivelse i England. Singlen kan desuden klassificeres som Aquas første, eftersom deres tidligere single blev udgivet under navnet JOYspeed. Nummeret blev senere udgivet på Aquas debutalbum Aquarium. Nummeret var på Aquarium det 9..
Singlen blev udgivet i alle de skandinaviske lande, og nåede en top-10 placering i alle landene. Udgivelsen var ekstraordinært succesfuld i Danmark. Trods sangens succes blev den aldrig udgivet i Englang som en af de fem udgivelser fra Aquarium-albummet, hvor sange som My Oh My og Good Morning Sunshine blev favoriseret. Dette kan måske tilskrives, blandt andre ting, musikvideoens lavbudgetsnatur.
Sangen er inspireret af det populære digt Roser er røde, der har produceret mange satiriske og humoristiske versioner.

## Numre
1. "Roses Are Red" (Radio Version) [03:33]
2. "Roses Are Red" [03:43]
3. "Roses Are Red" (Extended Version) [05:58]
4. "Roses Are Red" (Club Version) [07:00]
5. "Roses Are Red" (Club Edit) [04:14]
6. "Roses Are Red" (Disco 70's Mix)  [03:17]
7. "Roses Are Red" (Instrumental) [03:44]

## Hitlister
| Hitliste (1996)             | Højeste placering |
| --------------------------- | ----------------- |
| Danmark (IFPI)              | 1                 |
| Norge (VG-lista)            | 2                 |
| Sverige (Sverigetopplistan) | 5                 |